# Iglesia de San Pedro (Carabanchel Alto)
La iglesia de San Pedro de la ciudad de Madrid (España) situada en el barrio de Buenavista del distrito de Carabanchel es un templo católico, en el que destaca la torre de la iglesia. La torre de la iglesia parroquial formaba parte del templo del ya desaparecido municipio de Carabanchel Alto.